# ОРМ-9
ОРМ-9 — экспериментальный жидкостный ракетный двигатель. Разработан и создан в ГДЛ В. П. Глушко в 1932. В качестве топлива использовался бензин, окислителя — жидкий кислород. Использовался для изучения смешения жидких компонентов топлива, исследования керамической теплоизоляции. Форсунки струйные; зажигание пиротехническое (пороховая шашка). Камера сгорания стальная с керамической теплоизоляцией (окись циркония или окись магния с растворимым стеклом). Сопло плакировано медью. Диаметр отверстия сопла 15 мм.